# 沈士鎰
沈士鎰（？年—？年），字心言，江蘇吳縣人，監生，乾隆二十八年十一月籖掣四川省吏目，乾隆二十九年署黔江縣典史，三十一年署秀山縣典史，三十一年任隆昌縣典史，三十八年任嘉定府經歷兼嘉定批驗大使，四十年署榮縣貢井縣丞，四十一年任鄰水縣知縣。